# Felis
Felis  é um gênero de mamíferos do grupo dos felídeos, constituído por seis espécies, incluindo o gato doméstico.

## Espécies
- Gato-selvagem, Felis silvestris
- Gato-doméstico, Felis (silvestris) catus
- Gato-de-pallas, Felis manul
- Gato-do-deserto, Felis margarita
- Gato-da-selva, Felis chaus
- Gato-bravo-de-patas-negras, Felis nigripes
- Gato-chinês-do-deserto, Felis silvestris bieti
- Gato-selvagem-africano, Felis silvestris lybica